# Mamuka I Dadiani
Mamuka I Dadiani o Manushar I Dadiani fue mthavari de Mingrelia (en la actual república ex soviética de Georgia) de 1590 a 1611, hijo de Levan I Dadiani, sucedió en el trono a su hermano Mamia IV Dadiani.
Se casó en 1591 con Nestan-Darejan hija del rey Alexandre II de Kakhètia, y más tarde con la hija de Kaikhushru II Djakeli, Atabek de [Samtskhé].
Murió de un accidente de caza en Zugdidi en 1611 y lo sucedió su hijo León II Dadiani. Su hermano, Iesse Dadiani, era ciego (pero un hijo suyo, Levan III Dadiani, será después mthavari). De los otros dos hermanos, Mamuka y Liparit, este último también será mthavari (Liparit III Dadiani). Entre las hijas, la princesa Mariami se casó con Simó Gurieli de Gúria, con el rey Rustam de Kartli y con el rey Vakhtang V de Kartli; y la princesa Anna se casó con el Shah Safi I de Persia.
- Datos: Q9027249